# Casa Pérsico

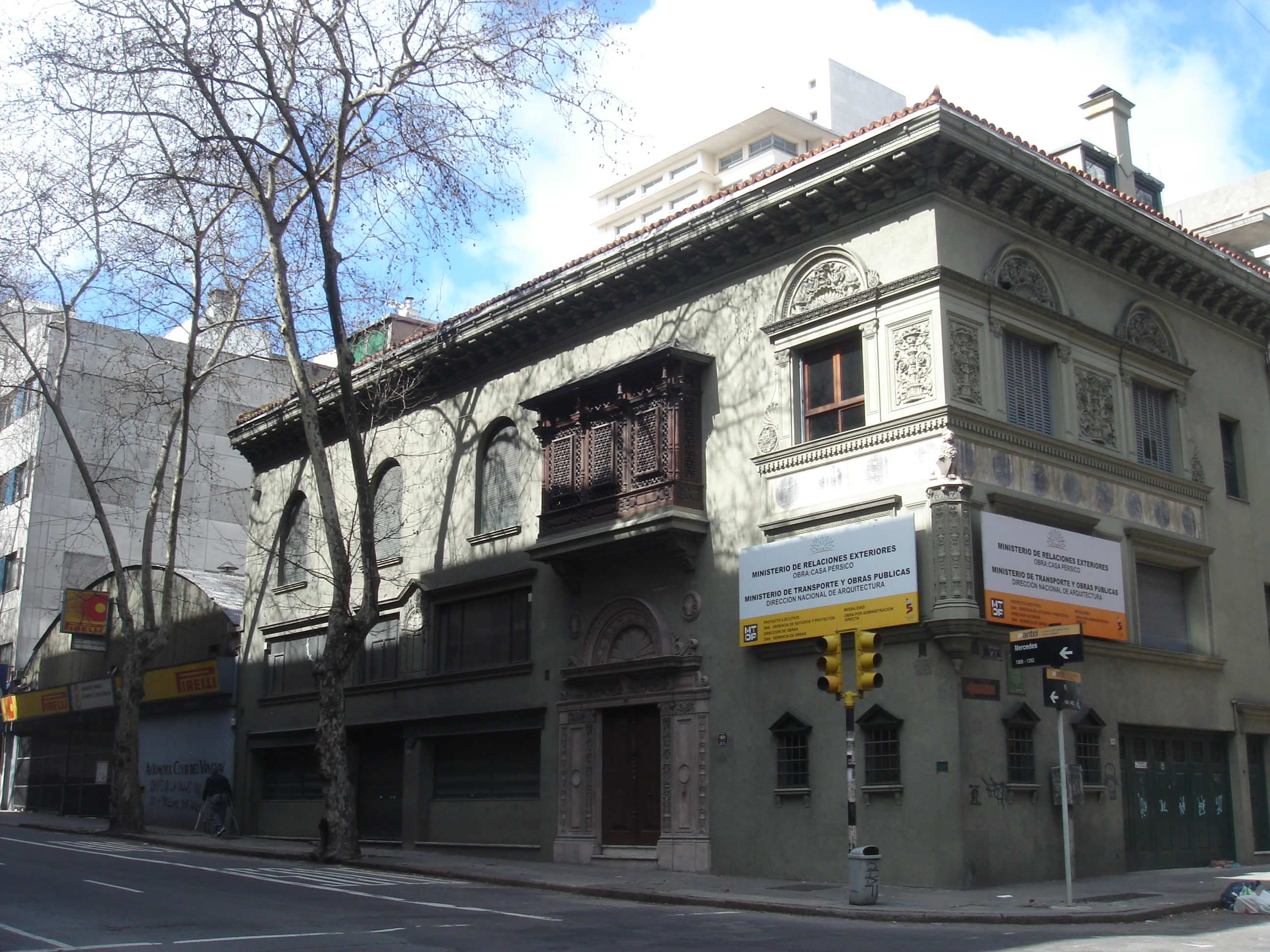
Casa Pérsico

Das Casa Pérsico ist ein Bauwerk in der uruguayischen Landeshauptstadt Montevideo.
Das 1926 im Auftrag von Augusto Pérsico für diesen und Felipe Iriart als Zahnarztpraxis und Wohnhaus errichtete Gebäude befindet sich im Barrio Centro an der Calle Mercedes 1256-1262, Ecke Yí. Als Architekten zeichneten Julio Vilamajó, Genaro Pucciarelli und Pedro Carve verantwortlich. Das Casa Pérsico weist in seiner Architektur spanische und arabische Einflüsse auf und ist dem Stil des historischen Eklektizismus zuzuordnen. Es umfasst eine Grundfläche von 230 m², die umbaute Nutzfläche beträgt 920 m². Das ursprünglich als Wohn- und Geschäftshaus sowie als Praxis genutzte Gebäude beherbergt mittlerweile Büroräumlichkeiten. Die Büros wurden jahrelang vom Unternehmen Vilamajó, Pucciarelli y Carve genutzt. Bis Ende 2005 diente es als Sitz der sodann in andere Räumlichkeiten am Aeropuerto Internacional de Carrasco umgezogenen Dirección Nacional de Aviación Civil e Infraestructura Aeronáutica (DI.NA.C.I.A). Zukünftig wird das Casa Pérsico den Sitz des Instituto Artigas del Servicio Exterior beherbergen.
Seit 1986 ist das Casa Pérsico als Monumento Histórico Nacional klassifiziert.